# Rinus Minderhoud
Marinus (Rinus) Minderhoud is een Nederlands chemicus, bestuurder, commissaris en voormalig bestuursvoorzitter van de ING Bank (1998) en de Rabobank (2013-2014).
Minderhoud volgde na de HBS een interne opleiding chemie bij Philips Duphar en werkte tussen 1964 en 1967 als chemisch analist. Vervolgens werkte hij in de automatisering bij Intel, Rank Xerox om vervolgens in 1984 algemeen directeur te worden bij Centraal Beheer Automatisering.
Vanaf 1987 trad hij toe tot de Raad van Bestuur bij de Postbank en diens opvolgers. In 1998 was hij kortstondig voorzitter van deze Raad. Hij vervulde daarna diverse commissariaten, onder andere bij de Rabobank sinds 2002 maar ook bij De Hypotheker, Boskalis, Getronics, Nuon en bij Vodafone.
Op 29 oktober 2013 legde bestuursvoorzitter Piet Moerland per direct zijn taak als bestuursvoorzitter van de Rabobank neer naar aanleiding van de Libor-affaire, het manipuleren van de Libor-rente door Rabobank-medewerkers. Rabobank kreeg dezelfde dag een boete van 774 miljoen euro en Minderhoud werd interim-voorzitter van de Raad van Bestuur. Eind maart 2014 werd bekend dat SER-voorzitter Wiebe Draijer hem zou opvolgen.